# Hollington (Staffordshire)
Hollington – wieś w Anglii, w hrabstwie Staffordshire. Leży 21 km na północny wschód od miasta Stafford i 202 km na północny zachód od Londynu.